# Massís de Plantaurel
El massís de Plantaurel és una serralada del Prepirineu a la zona de l'Arieja, França.
Aquest conjunt estret i llarg de serralades s'estén de forma paral·lela als Pirineus. Hi ha dues serralades diferenciades, els Plantaurels a l'est del riu Arieja, i els Petits Pirineus (Petites Pyrénées) a l'oest, entre l'Arieja i el riu Garona. El massís no és massa elevat, els cims rarament ultrapassant els 1000 m. És, però, sovint prou accidentat, abundant els llocs ideals per practicar l'escalada. Junt amb les Corberes aquest massís forma part del Prepirineu septentrional.
Al Massís de Plantaurel hi ha coves de grans dimensions, com la cova del Mas d'Asilh i també alguns dolmens. De qualsevol forma, a gairebé tota la zona d'aquest massís hi ha paisatges de gran bellesa.
El nom Plantaurel prové de la contacció del mots occitans plan (plana, altiplà) i taurel (turó). Es tracta doncs d'un tautotopònim.

## Extensió
El massís de Plantaurel té una extensió d'uns 590,44 km² i inclou els termes municipals de:
- Comunes a l'oest de l'Arieja: Aigasjuntas - Alhèras - Artigat - La Bastida de Besplàs - La Bastida de Seron - Baulon - Las Bòrdas d'Arisa - Cadarcet - Camarada - Campanha d'Arisa - Le Carlar de Baile - Castèthnau de Durban - Casteràs - Castèths - Casaus - Clarmont - Còs - Crampanhan - Daumasan - Durban d'Arisa - Hornèths - Lanós - Lobaut - Lobens - Lo Mas d'Asilh - Meràs - Monesple - Montagut de Plantaurèl - Montelhs - Montfan - Montseron - Palhèrs - Savarat - Sent Martin de Caralp - Siuràs - Susan - Toars
- Comunes a l'est de l'Arieja: Aravaut - Arvinhan - Calzan - Le Carlar de Ròcafòrt - Coçan - Dalon - Dun - Esclanha - Gudàs - L'Èrm - Ilhat - Les Eissarts - Liurac - Limbrassac - Leishèrt - Malleon - Perella - Pradetas - Pradièras - Raissac - Ròcafixada - Ròcafòrt - Sent Felitz de Riutòrt - Sant Jolian de Gras Capon - Le Sautèlh - Seguran - Solan - Tabre - Tròia - Ventenac - Viran - Vivièrs
- Comunes de la vall de l'Arieja (de nord a sud = de l'avall vers l'amunt): Varilhas - Sent Joan de Verges - Lobièras - Vernajol - Foix

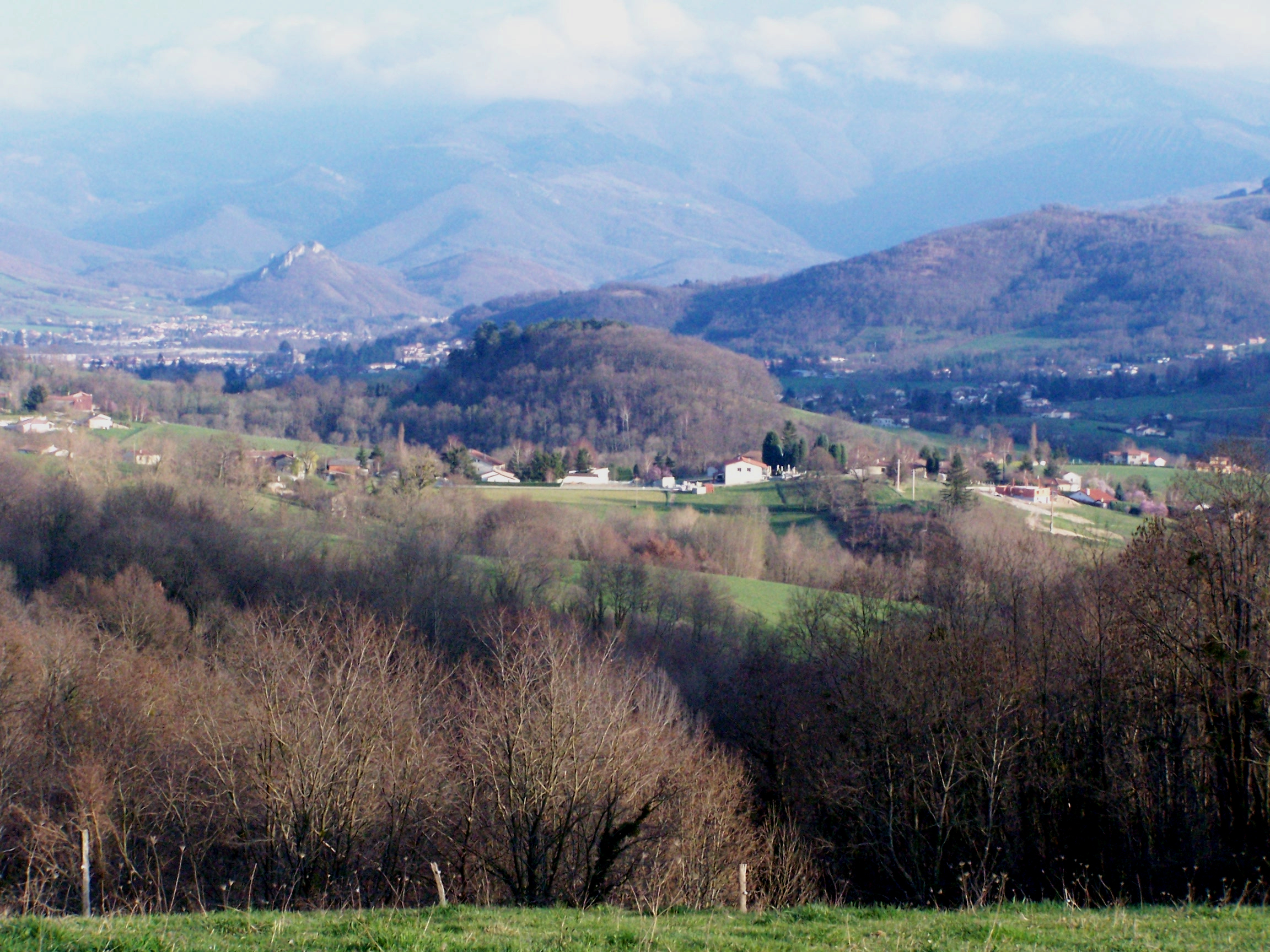
Vista de la base de les muntanyes a la vall de la Barguillière, zona central de l'Arieja
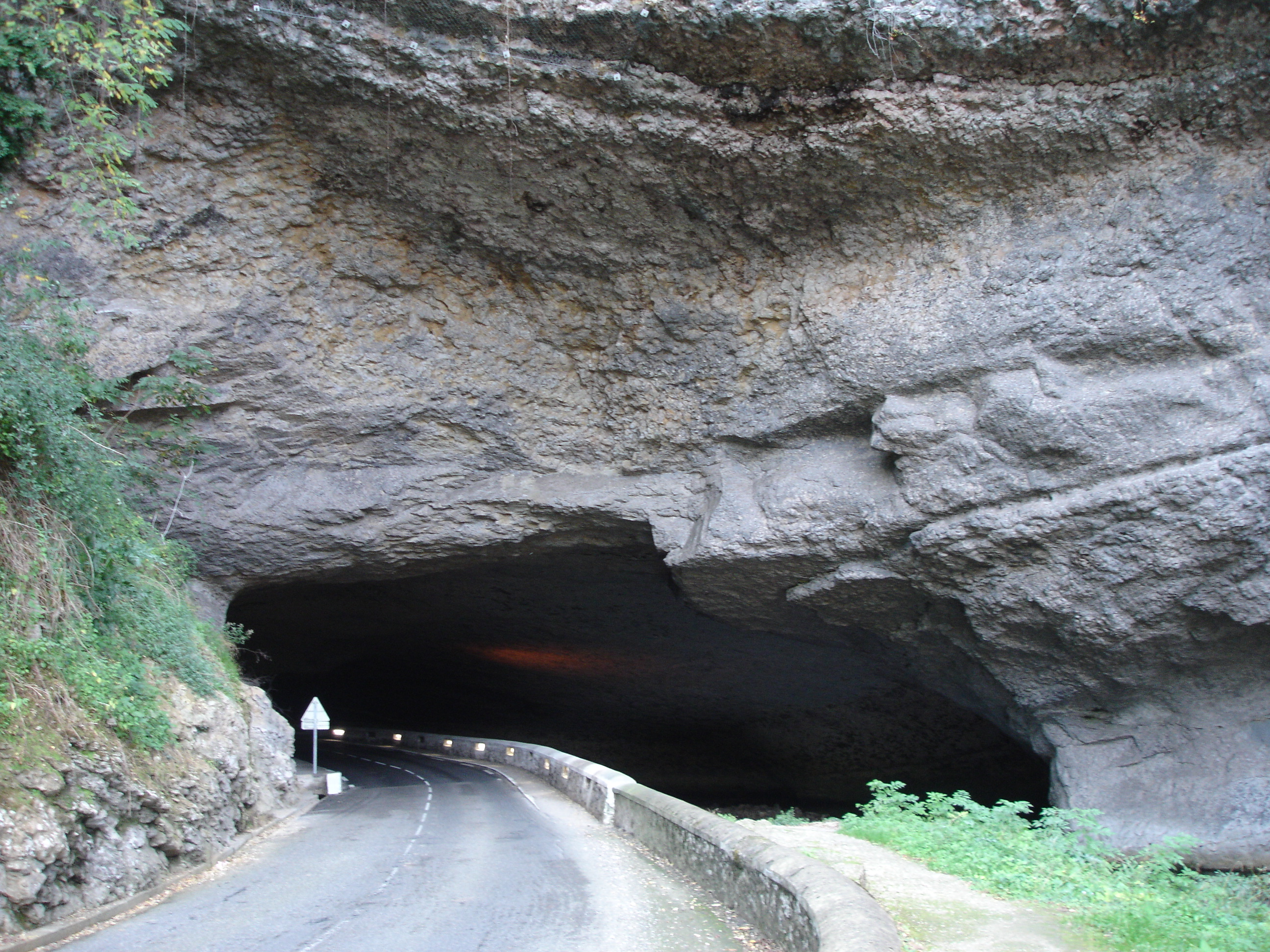
Entrada nord de la cova del Mas d'Asilh

## Geologia
El massís del Plantaurel és una regió calcària plegada, on s'alternen valls i línies de carena. Separa d'est a oest les conques de l'Arisa (al sud-oest) i de l'Èrç Viu (a l'est). Està tallat per la vall de l'Arieja al seu centre. La llarga cadena calcària del massís, formada per dos o tres plecs paral·lels tallats per cluses, constitueix al costat francès l'equivalent atenuat de les serres del costat ibèric.